# الفیاضیه
الفیاضیه (به عربی: الفیاضیة) یک منطقهٔ مسکونی در سوریه است که در استان ریف دمشق واقع شده‌است. الفیاضیه ۷۸۵ نفر جمعیت دارد.